# Jaron Vicario
Jaron Vicario (Capelle aan den IJssel, 16 augustus 1999) is een Curaçaos-Nederlands voetballer die als middenvelder voor US Triestina speelt.

## Carrière
Jaron Vicario speelde in de jeugd van SC Botlek, VV Spijkenisse en Feyenoord. In 2018 tekende hij een contract voor een jaar bij Feyenoord. Toen dit contract in 2019 afliep, vertrok hij transfervrij naar FC Dordrecht, waar hij een contract tot medio 2021 tekende. Hij debuteerde voor Dordrecht op 9 augustus 2019, in de met 0-2 verloren thuiswedstrijd tegen NAC Breda. Hij kwam in de 69e minuut in het veld voor Zeki Erkılınç. Tijdens seizoen 2021-2022 stond Vicario onder contract bij het Cypriotische Enosis Neon Paralimni. Daar kwam hij echter alleen drie bekerwedstrijden in actie. In het seizoen 2022-2023 speelde hij in de Regionalliga West (IV) voor SV Straelen.
Op 9 juni 2023 was Vicario de eerste aanwinst voor het nieuwe seizoen van FC Den Bosch. Hij tekende in de hoofdstad van Noord Brabant voor twee seizoenen. Persoonlijk kende hij daar een goed seizoen met drie doelpunten en negen assists.
Op 12 juli 2024 werd bekend dat Vicario FC Den Bosch na een jaar verlaat voor de Italiaanse Serie C club US Triestina.

### Statistieken
| Seizoen                    | Club                  | Land           | Competitie             | Competitie | Competitie | Beker | Beker | Totaal | Totaal |
| Seizoen                    | Club                  | Land           | Competitie             | Wed.       | Dlp.       | Wed.  | Dlp.  | Wed.   | Dlp.   |
| -------------------------- | --------------------- | -------------- | ---------------------- | ---------- | ---------- | ----- | ----- | ------ | ------ |
| 2019/20                    | FC Dordrecht          | Nederland      | Eerste divisie         | 15         | 0          | 1     | 0     | 16     | 0      |
| 2020/21                    | FC Dordrecht          | Nederland      | Eerste divisie         | 13         | 0          | 0     | 0     | 13     | 0      |
| 2021/22                    | Enosis Neon Paralimni | Cyprus         | B' Kategoria           | 0          | 0          | 3     | 0     | 3      | 0      |
| 2022/23                    | SV Straelen           | Duitsland      | Regionalliga West (IV) | 29         | 4          | 1     | 0     | 29     | 4      |
| 2023/24                    | FC Den Bosch          | Nederland      | Eerste divisie         | 31         | 3          | 1     | 1     | 32     | 4      |
| Carrièretotaal             | Carrièretotaal        | Carrièretotaal | Carrièretotaal         | 88         | 7          | 4     | 1     | 92     | 8      |
| Bijgewerkt op 14 juni 2024 |                       |                |                        |            |            |       |       |        |        |